# Kvällulv
Ulf Bjalvesson (Úlfr Bjálfason), oftast kallad Kvällulv (Kveldúlfr), född vid 800-talets början, död år 878, var en norsk herse från Firdafylke vid Sogn. Han kallades Kvällulv därför att han troddes nattetid kunna förvandla sig till ulv.
Kvällulv var Egil Skallagrimssons farfar och stamfar till de så kallade myramännen på Island.

## Släkt och familj
Kvällulvs släkt är främst känd från mödernet. Hans mor hette Hallbera och var dotter till Ulf den oarge, Namdalens herse. Hennes bror var Hallbjörn halvtroll, från vilken huvudpersonerna i Hrafnistumannasögur härstammar. Kvällulvs far hette Bjalve (Bjálfi), men om honom är föga känt.
Kvällulvs kvinna hette Salbjörg och var dotter till bärsärken Berdla-Kåre (Berðlu-Kári). Med henne hade han sönerna Torulf (Þórólfr) och Grim (Grímr). Grim blev tidigt skallig och kallades därför Skallagrim. Salbjörgs bröder var Eyvind lambe och Ölve hnuva.

## Levnad
Allt vad som är känt om Kvällulv står att läsa i Egils saga. Här berättas att Kvällulv var så storvuxen och stark att han inte hade någon jämlike i landet. I sin ungdom låg han ofta i viking tillsammans med Berdla-Kåre, och plundringarna gjorde honom rik. Senare blev han lendman i Sogn, vilket också gjorde honom mäktig.

### Varulv (?)
Följande karakteristik av Kvällulv ges i sagan:
| ” | Det sägs att Ulf var en driftig hushållare. Han hade för vana att gå upp tidigt varje morgon för att se till sitt husfolk och sina arbetare, sin boskap och sina åkrar. Ofta uppsöktes han av folk som ville ha råd, och han hade alltid goda råd att ge, ty han var mycket klok. Men varje dag då det led mot kväll blev han vresig och skygg (styggr), så att nästan ingen vågade tilltala honom. Han var kvällstrött (kveldsvæfr) och det sades om honom att han var hamnskiftare (hamrammr). Därför kallades han Kvällulv. | „ |

Ordet kvällulv (kveldúlfr) har också kunnat betyda varulv. Men att sagan skulle ha åsyftat en fysisk förvandling till varg kan nog uteslutas. Det som beskrivs är en personlighetsförändring. En vanlig tolkning är dock att Kvällulvs själ, när han föll i sömn, troddes kunna lämna kroppen och anta skepnad av en ulv. I vilket fall som helst bör påpekas att Kvällulv i Egils saga snarare beskrivs som úlfhéðinn än som bärsärk. Båda dessa begrepp har i äldre historieforskning blandats samman, men är i sagan klart åtskilda.

### Dråpet på Torulf
På 860-talet gjorde sig Harald hårfagre till herre över många fylkeskungar i Norge. Kvällulv, som nu var gammal, höll sig utanför maktstriderna. Han anslöt sig inte till motståndet mot kungen, men ställde sig inte heller på kungens sida, vilket väckte dennes misshag. För att råda bot på detta lät sig Kvällulvs äldste son Torulf värvas till den kungliga hirden. Han vann snart kungens bevågenhet och deltog med stor tapperhet i slaget i Hafrsfjord år 872. Som tack utsågs han till lendman och fick kunglig rätt att ta upp skatt och bedriva handel i Finnmarken. Detta gjorde honom rik och mäktig. Men framgångarna födde avund. Han baktalades inför kungen, som började tvivla på hans lojalitet. Slutet blev att kung Harald med 300 man överföll Torulf på dennes hövdingagård år 877 och lät mörda honom.

### Hämnden
Mordet var ett hårt slag för Kvällulv, som blev sängliggande "av sorg och ålderssvaghet". Skallagrim bad honom att rycka upp sig. "Han menade att det var bättre att söka hämnd än att göra sig till stackare och bädda ner sig."
Hämnden kom också en natt när Kvällulv fann ett av kung Haralds skepp för ankar i en vik med sovande besättning. "Þá hamaðist hann", skriver Egils saga: "Då skiftade han hamn", och detsamma gjorde Skallagrim och flera andra. Skeppet attackerades med stor våldsamhet och förutom ett par trälar, som "inte var värda något", blev alla ombord ihjälslagna – mer än femtio man – däribland några av kungens egna fränder.

### Flykten till Island
Efter detta var det omöjligt att stanna kvar i Norge. På två skepp, lastade med så mycket lösöre som kunde rymmas, styrde Kvällulv och hans husfolk kosan mot Island. Men, som det skulle visa sig, hade Kvällulv skiftat hamn en gång för mycket:
| ” | Det sägs att det förhåller sig så med de män som skiftar hamn, liksom med dem som går bärsärkagång, att så länge hamnskiftet varar är de så starka att intet kan hejda dem, men när det är över blir de svagare än någonsin förut. | „ |

Detta drabbade nu Kvällulv. Under resan tappade han all sin ork, och när krafterna inte återkom och han insåg att han var döende bad han att hans lik skulle läggas i en kista och kastas i havet. Så skedde också. Men när flyktingarna kom fram till Island fann de Kvällulvs kista ilandfluten i en vik. Denna plats, trodde de nu, hade Kvällulv själv valt ut som boplats åt sin ätt. Här uppfördes, invid en mäktig bergsplatå, det nya hövdingasätet Borg, och fjorden utanför fick namnet Borgarfjorden.

## Diktning
Framför allt var det inom skaldekonsten som Kvällulvs ättlingar på Island kom att utmärka sig. Att Kvällulv själv varit traditionsbärare inom skaldiken framgår av en lausavísa som finns i Egils saga, och som skalden sägs ha diktat i förtvivlan över sonen Torulfs död. Versmåttet är det komplicerade dróttkvætt. Det är den enda strof av Kvällulv som har bevarats, men valet av kenningar röjer att han varit en rutinerad skald.